# São Miguel (kommun)
São Miguel är en kommun i Brasilien.   Den ligger i delstaten Rio Grande do Norte, i den östra delen av landet, 1 500 km nordost om huvudstaden Brasília. Antalet invånare är 22 159.
Omgivningarna runt São Miguel är huvudsakligen savann. Runt São Miguel är det ganska glesbefolkat, med 39 invånare per kvadratkilometer.